# 니시오카 다이키
니시오카 다이키(일본어: 西岡 大輝, 1988년 8월 21일 ~ )는 일본의 전 축구 선수이다.

## 구단 경력
그는 2011년부터 2020년까지 J리그의 산프레체 히로시마, 도치기 SC, 에히메 FC에서 활동하였다.